# Ignazio V Cattan
Ignazio V, nato Moussa Cattan (Aleppo o Zouk Mikael, 1752 o 1756 – Zouk Mikael, 13 marzo 1833), è stato un patriarca cattolico libanese, amministratore di Aleppo e decimo patriarca di Antiochia dei melchiti.

## Biografia
Moussa (Mosé) Cattan nacque nel 1752 o nel 1756 ad Aleppo (o secondo altre fonti a Zouk Mikael). Poco si sa dei suoi primi anni di vita: di certo era già sacerdote nel 1790 in servizio a Zouk Mikael. Quando l'elezione di Massimo Mazloum ad arcieparca di Aleppo fu portata in giudizio a Roma, Cattan fu nominato amministratore patriarcale della sede aleppina.
Il 15 dicembre 1815 morì il patriarca Macario IV Tawil. Il sinodo elettorale si riunì nel monastero Sant'Antonio di Qarqafé ed elesse, l'11 luglio 1816, Moussa Cattan come nuovo patriarca melchita. Il nuovo eletto fu fatto chiamare a Qarqafé ed il 13 luglio successivo fu consacrato vescovo. Pose la residenza patriarcale nel monastero San Michele di Zouk. La sua elezione fu confermata dalla Santa Sede il 28 luglio 1817. La cerimonia di consegna del pallio avvenne nel 1818 alla presenza di tutti i vescovi melchiti e del delegato apostolico Luigi Gandolfi.
Il patriarcato di Ignazio V fu uno dei più difficili: il Medio oriente in quegli anni era devastato dalla peste; ad Aleppo e a Damasco scoppiarono violente persecuzioni nei confronti dei melchiti; a questo si deve aggiungere uno scisma all'interno dell'Ordine Basiliano di San Giovanni Battista, che porterà alla nascita dell'Ordine Basiliano Aleppino; inoltre il patriarca fu colpito da una malattia che lo portò in breve tempo alla cecità e poi alla paralisi. Tutto questo impedì il regolare svolgimento delle funzioni patriarcali, che causò, per esempio, la vacanza di diverse diocesi melchite.
Nel 1832 Ignazio convocò un concilio nel monastero dell'Annunciazione, presso Zouk Mikael, con l'intento di dimettersi e consegnare il patriarcato nelle mani di Massimo Mazloum, ritornato dal suo lungo soggiorno in Europa. Ma quest'ultimo si rifiutò e nessun vescovo accolse le dimissioni dell'anziano e malato patriarca.
M oramai la fine era vicina. Ignazio V morì l'anno successivo, il 13 marzo 1833, nel monastero dell'Annunciazione, dove fu sepolto.

## Genealogia episcopale e successione apostolica
La genealogia episcopale è:
- Vescovo Filoteo di Homs
- Patriarca Eutimio III di Chios
- Patriarca Macario III Zaim
- Vescovo Leonzio di Saidnaia
- Patriarca Atanasio III Dabbas
- Vescovo Néophytos Nasri
- Vescovo Efthymios Fadel Maalouly
- Patriarca Cirillo VII Siage, B.S.
- Patriarca Agapio III Matar, B.S.
- Vescovo Cyrille Khabbaz
- Patriarca Ignazio V Cattan

La successione apostolica è:
- Vescovo Ignace Haggiuri, B.A. (1816)
- Vescovo Basilios Haractengi, B.C. (1816)
- Vescovo Basilios Elias Khalil, B.S. (1822)
- Arcivescovo Ignace Flavianos Dahan, B.C. (1822)
- Patriarca Maximus Givaid (1825)
- Vescovo Etienne Athanasius Ubayd (1827)
- Arcivescovo Agapios Riecji (1828)
- Arcivescovo Grégoire Pierre Chahiat, B.C. (1832)